# Гасба – Фадхілі
Гасба – Фадхілі – офшорна трубопровідна система, призначена для живлення берегового газопереробного заводу Фадхілі.
В 2019-му на східному узбережжі Саудівської Аравії почав роботу ГПЗ Фадхілі, який передусім працює з продукцією родовища Гасба. Для її транспортування облаштували систему, що включає:
- платформи для маніфольдів HSBH TP-2 та HSBH TP-3, до яких за допомогою з'єднувальних трубопроводів діаметром 400 мм та сукупною довжиною 16 км під’єднані шість платформу для розміщення фонтанних арматур;
- дві нитки діаметром 900 мм та довжиною 122 км та 129 км, які прямують від платформ HSBH TP-2 та HSBH TP-3 до берегового вузла клапанів;
- допоміжний трубопровід для транспортування моноетиленгліколю (традиційно використовується у газовій промисловості для попередження утворення гідратів), який на ділянці довжиною 122 км від берегового вузла клапанів до HSBH TP-2 має діаметр 200 мм, а на ділянці довжиною 7 км між HSBH TP-2 та HSBH TP-3 виконаний в діаметрі 150 мм;
- наземну ділянку траси до ГПЗ Фадхілі завдовжки біля 40 км.
Спорудження платформ та трубопроводів провели кранові/трубоукладальні судна «Seven Champion» та «Maridive Constructor». Монтаж надбудов (топсайдів) платформ  HSBH TP-2 та HSBH TP-3 вагою по 6700 тон кожна виконали методом напливу (floatover) з використанням напівзанурюваної баржі «Tai An Kou».